# Frontières
Frontières es una película dramática de 2017 coproducida entre Burkina Faso y Francia, dirigida y escrita por Apolline Traoré y protagonizada por Amelie Mbaye, Naky Sy Savané, Adizelou Sidi y Unwana Udobeong en los papeles principales.

## Generalidades

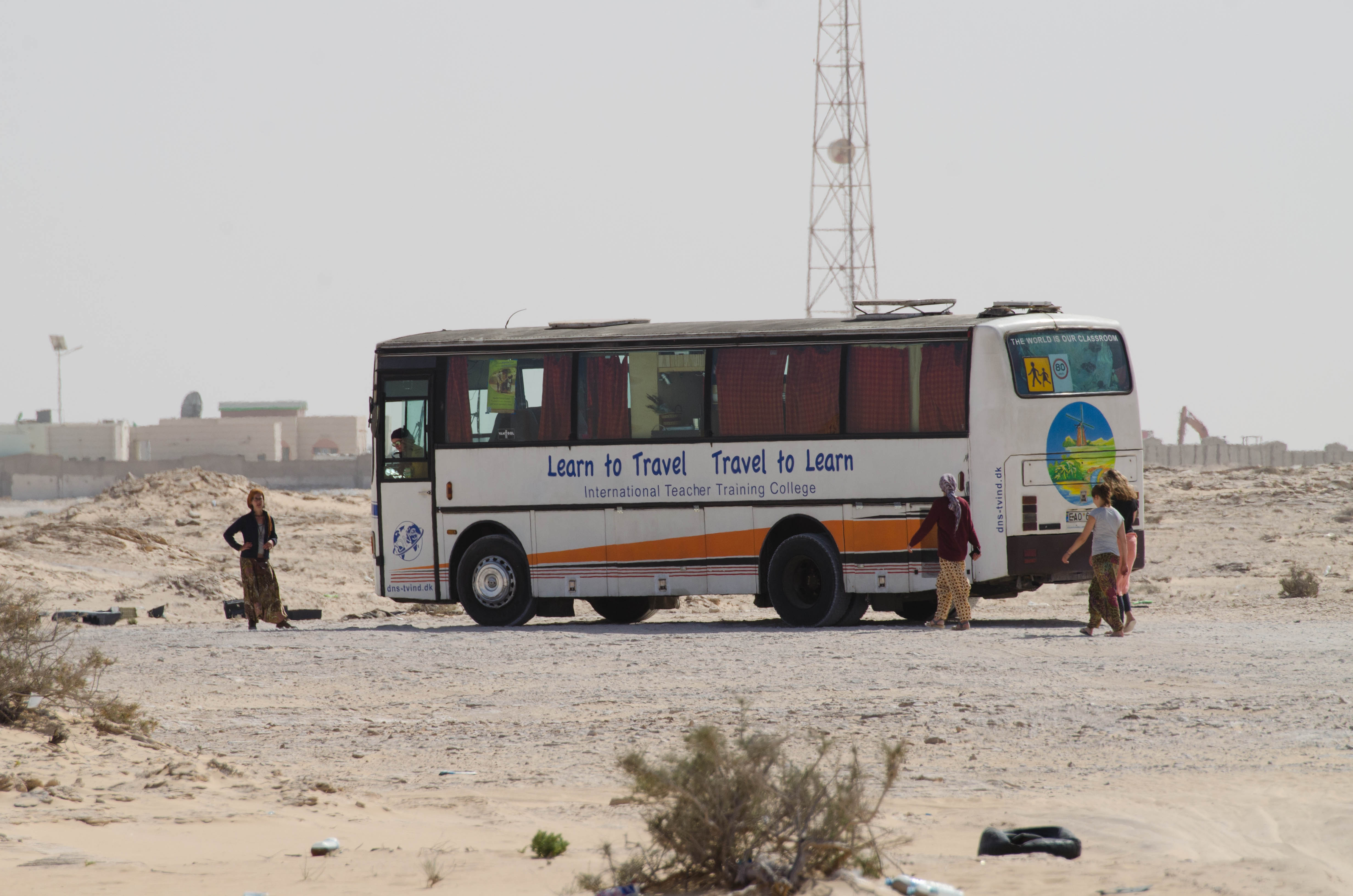
La película relata el viaje en autobús de cuatro mujeres a través del África Occidental

El filme relata las historias de cuatro mujeres de diferentes regiones que se conocen en un autobús que viaja por el África Occidental y que descubren que, a pesar de no tener ninguna relación, sus vidas son bastante similares, pues han tenido que luchar y tratar de salir adelante por su propia cuenta.
Según su directora Apolline Traoré, todo el equipo de producción debió realizar el viaje en bus que se relata en la película: «Fue necesario rodar la película a lo largo de la ruta real [...] Tuvimos que obtener autorizaciones en todas partes y planificar el cruce de fronteras con las administraciones de cada país». También manifestó que debió contar con asistencia militar para realizar la filmación: «Algunas zonas fueron víctimas de ataques terroristas, y por eso nos acompañó el ejército. Los soldados supieron ser discretos durante el rodaje, nos olvidamos de ellos, luego los vimos reaparecer para escoltarnos cada vez que salía nuestro convoy».

## Reparto
- Amelie Mbaye - Hadjara
- Kany Sy Savané - Emma
- Unwana Udobang - Micha
- Adizetou Sidi - Sali

Fuente:

## Recepción

### Premios y reconocimientos
El filme le valió a su directora el Premio de la Audiencia en el evento World Cinema Amsterdam, realizado en los Países Bajos en 2017. En el Festival Panafricano de Cine y Televisión de Uagadugú del mismo año, ganó los premios CEDEAO, Félix Houphouët-Boigny y Paul Robeson.

### Crítica
Borders fue incluida en la lista de las veinte mejores películas africanas de todos los tiempos, elaborada por el diario británico The Guardian. En el portal France24 es reconocida como «una oportunidad de mostrar varias caras unidas de África en una mezcla armoniosa y caótica al mismo tiempo. Apolline Traoré no deja de reproducir en la pantalla la diversidad de culturas. Estos encuentros no son accidentales, son reales en la vida cotidiana». En la revista francesa Jeune Afrique se elogió la labor de la directora: «El trabajo ascendente cercano al informe y las condiciones de rodaje naturalmente tuvieron un impacto en la autenticidad de la película, que a veces está cerca del formato documental. Al igual que en sus producciones anteriores, Traoré apunta su lente a mujeres maltratadas por el destino, pero que han decidido luchar».